# Nadya Larouche
Nadya Larouche (Pointe-du-Lac, 1956) es una escritora de Quebec. Después de estudiar en la Universidad de Ottawa, viajó a México, al oeste de Canadá y a Ontario. De regreso a Quebec, ha publicado varios libros para niños y piezas de teatro.

## Obra
- Les mystères de l'île Brisée, 1994.
- Mission spéciale pour l'AAA, 1994.
- L'aventurière du 1588, 1994.
- Curieuse visite chez l'apprentie sorcière, 1995.
- L'étrange coffre-fort d'Oscar W. Dunlop, 1995.
- Nord-est vers l'inconnu, 1995.
- Les prisonniers de l'autre monde, 1995.
- Alerte à la folie, 1996.
- Cauchemar sous la lune, 1996.
- L’armoire aux trois miroirs, 1997.
- La forêt des Matatouis, 1997.
- Le génie des perséides, 1997.
- L'ennemi aux griffes d'acier, 1998.
- La foire aux mille périls, 1998.
- L'hallucinant passage vers Krullin, 1998.